# Sterreria psammicola
Sterreria psammicola es una especie de animales marinos perteneciente a la familia Nemertodermatidae.